# Reconquista Tudor da Irlanda

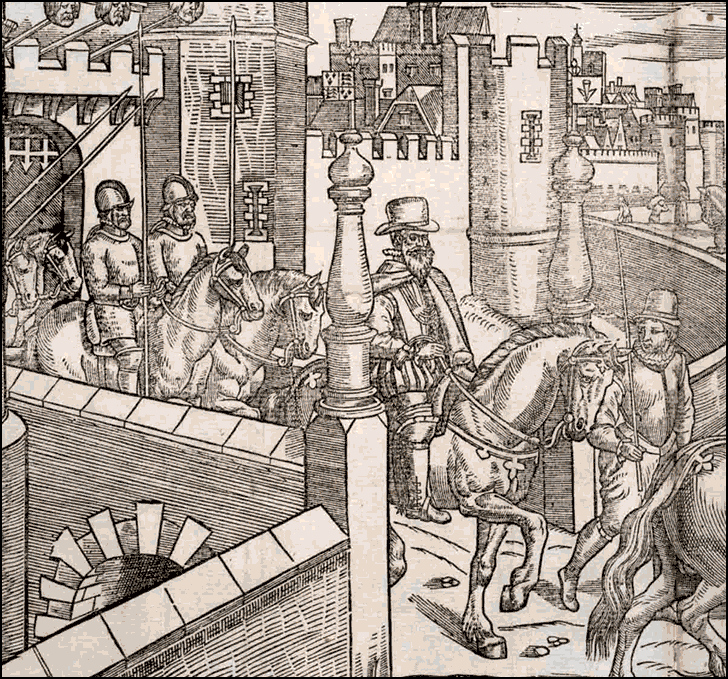
Henry Sidney, lord deputado da Irlanda durante o reinado de Isabel I, saindo do Castelo de Dublim. Detalhe de uma ilustração titulada The Image of Irelande, por John Derrick. (Londres, 1581).

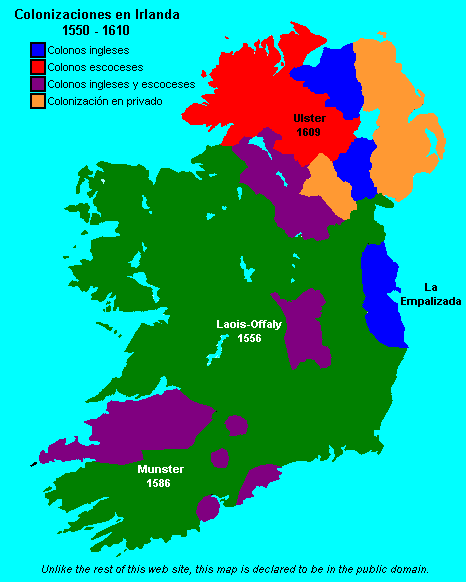
Mapa das colonizações na Irlanda 1500-1600

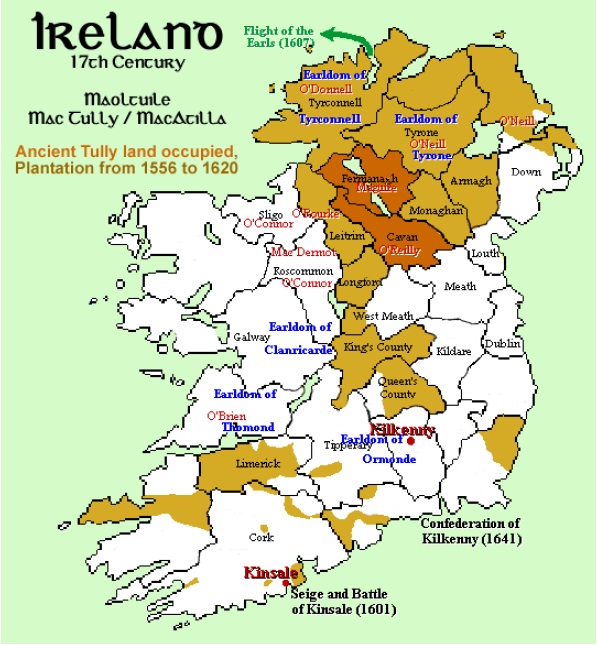
Mapa das rebeliões e Fuga dos Condes

A reconquista Tudor da Irlanda foi realizada pela dinastia inglesa Tudor durante o século XVI. Depois da frustrada rebelião contra a coroa encabeçada pela família FitzGerald (Geraldines) em 1530, Henrique VIII foi proclamado Rei da Irlanda pelo Parlamento irlandês, com o objetivo de restaurar a autoridade central que se tinha perdido durante os duzentos anos anteriores.
Este período prolongou-se durante 60 anos, alternando fases de negociação com autênticas campanhas militares, até 1603, ano em que, finalmente, o país inteiro foi controlado por Jacobo I, e seu conselho privado em Dublim. A «Fuga dos Condes» de 1607 contribuiu ainda mais para reforçar o domínio inglês.
O desejo da coroa de impor ao povo irlandês as leis, língua e costumes ingleses, junto com a reforma protestante complicou notavelmente a tarefa. O império espanhol interveio em numerosas ocasiões durante a Guerra anglo-espanhola (1585-1604), e os irlandeses encontraram-se frequentemente divididos entre seu dever de obediência ao Papa e sua lealdade ao monarca de Inglaterra e Irlanda.
Depois da conquista, a Irlanda gaélica ficou totalmente destruída e os espanhóis abandonaram seus planos de intervenção direta, o que permitiu o assentamento em massa de colonos ingleses, escoceses, e galeses no que se conheceu como colonização de Ulster.

## Irlanda em 1500
Em 1500, a configuração territorial de Irlanda mostrava ainda impressões da incompleta Invasão normanda, iniciada pelos baronês cambro-normandos no século XII e continuada por Henrique II, Conde de Anjou, Duque de Normandia, e rei de Inglaterra entre 1154 e 1189. Muitos nativos tinham sido expulsos de seus territórios, sobretudo no este e sudeste do país, e tinham sido substituídos por camponeses e trabalhadores ingleses. Na paliçada costa este, a área situado entre os montes Wicklow ao sul e Dundalk ao norte (que incluía parte dos modernos condados de Dublim, Meath, Westmearh, Kildare, Offaly, Laois e Kilkenny), recebeu o nome de «a Empalizada». Protegida por fossos e muralhas, a Empalizada era a única zona da ilha em que a cultura e o idioma inglês tinham arraigado de forma significativa e o governo, situado na antiga cidade escandinava de Dublim, aplicava a lei inglesa.
Fora da Empalizada, a autoridade do governo de Dublim era débil. Os barões hiberno-normandos e seus descendentes tinham constituído feudos, mas não tinham usado colonos ingleses como arrendatários. Como resultado, durante os séculos XIV e XV, com as primeiras rebeliões irlandesas, a invasão escocesa, os bulhões da peste negra e a falta de interesse por parte do governo de Londres, muitos dos territórios ocupados durante a invasão normanda tinham regressado ao controle dos lordes irlandeses. Inclusive em alguns territórios controlados pelas grandes dinastias de ingleses velhos dos Butler, os Fitzgerald e os Burke, os governantes tinham conseguido uma independência efetiva, com exércitos próprios, exercendo suas próprias leis e adotando o idioma e a cultura gaélica-irlandesa.
Depois do ostracismo ao que tinham sido relegados durante as etapas iniciais da conquista, os irlandeses puderam desfrutar de algo semelhante a um renascimento nos séculos XIV e XV. Consideráveis extensões de terreno ocupadas pelos ingleses, foram abandonadas ou invadidas novamente pelos irlandeses, particularmente no norte e no centro da ilha. Entre as milhares de dinastias irlandesas, destacam especialmente os Ou’Neill de Tyrone (Uí Néill) no centro de Ulster -flanqueados ao oeste pelos Ou’Donell de Tyrconnell-, os Ou’Byrne e Ou’Toole no Condado de Wicklow, os Kavanagh no Condado de Wexford, os MacCarthy e os Ou’Sullivan nos Cork e Kerry e finalmente o senhorio Ou Briain de Thomond no Condado de Clare.
A maioria de irlandeses gaélicos mantinha-se à margem da jurisdição inglesa, falavam irlandês e viviam segundo seu próprio sistema social, costumes e leis. Os ingleses referiam-se a eles como «Os inimigos irlandeses de sua majestade». Em termos legais, nunca tinham sido admitidos como súditos da coroa, apesar de que Irlanda não era formalmente um reino mas um senhorio, título que era assumido pelo monarca inglês no  momento de seu coroação. O auge da influência gaélica deu lugar à promulgação dos Estatutos de Kilkenny em 1366, os quais trataram, em vão, de proibir muitas das práticas sociais que se tinham desenvolvido rapidamente como a exogamia, o uso do idioma irlandês  e a vestimenta irlandesa. No século XV o governo de Dublim foi incapaz de exercer nenhum tipo de pressão fora da Empalizada, debilitado por causa da Guerra das Duas Rosas.

## Henrique VIII
Até o ano 1500, os monarcas ingleses tinham delegado o governo de Irlanda na poderosa dinastia hiberno-normanda dos Fitzgerald de Kildare, tratando de reduzir ao mínimo o custo administrativo de governar o território irlandês e proteger a Empalizada. O lorde deputado do Rei era o chefe da administração e tinha sua sede no Castelo de Dublim, que carecia de corte formal e tinha uma conta limitada para despesas públicas. Em 1495, durante um parlamento convocado pelo Lord Deputado sir Edward Poynings aprovou-se a conhecida como Lei Poynings que impunha o estatuto legal inglês sobre toda Irlanda, subordinando desta forma o parlamento irlandês ao inglês.
Até 1531, os FitzGerald de Kildare ostentaram o cargo de Lord Deputado de forma continuada. No entanto, o apoio prestado pelos Kildare à Casa de York, durante a Guerra das Duas Rosas, e a assinatura de tratados privados com potências estrangeiras, levaram à coroa a outorgar o título de Lord Deputado a seus principais rivais, os Butlers de Ormonde, o que motivou a rebelião imediata dos FitzGerald. Henrique VIII executou ao cabeça da revolta Thomas FitzGerald, conhecido como Silken Thomas Fitzgerald, junto a vários de seus tios e encarcerou a Gearoid Og, chefe da família. O rei viu-se obrigado a procurar um substituto para tratar de manter a paz em Irlanda, protegendo a Empalizada e cobrindo o vulnerável flanco oeste de Inglaterra ante uma potencial invasão estrangeira.
Com a ajuda de Thomas Cromwell, o rei levou a cabo em Irlanda uma política conhecida como de rendição e reconcesaão. Esta nova política estendia a proteção real a toda a classe dirigente irlandesa sem discriminações de etnia; a mudança, todos os habitantes de Irlanda deveriam obedecer as leis do governo central e todos os chefes irlandeses teriam que se submeter oficialmente à coroa, depois do que receberiam por Real Decreto os títulos de propriedade de suas terras. A pedra angular da reforma foi um estatuto aprovado pelo parlamento irlandês em 1541, que estabelecia a transformação em reino do Senhorio de Irlanda. No fundo, a intenção era atrair às elites dirigentes em Irlanda ao torno da coroa, garantindo sua fidelidade aos Tudor; para isso, se concederam a estas elites títulos ingleses e se admitiu, pela primeira vez, nobres gaélicos no Parlamento Irlandês. Destacou especialmente a criação do condado de Tyrone, que foi criado para a dinastía Ui Neill em 1542. De forma muito acertada, o rei resumiu seus esforços de reforma como, "distanciamentos políticos e afavéis persuasões".
Na prática, os chefes gaélicos aceitaram suas novas mordomias mas continuaram governando seus territórios da mesma maneira que o tinham feito no passado. Para os Senhores Irlandeses, o Monarca Inglês não era mais que uma espécie de Lord Supremo. No entanto, a coroa ia aumentar progressivamente a pressão através do desenvolvimento de um Estado centralizado que cedo entraria em conflito com o sistema gaélico tradicional. A reforma religiosa de Henrique VIII, pese a que não se levou a cabo de forma tão radical como em Inglaterra, provocou também tensões, mas o lord deputado Anthony St Leger conseguiu controlar a situação concedendo aos principais opositores as terras confiscadas aos monastérios.

## Dificuldades
Depois da morte do rei, os sucessivos lordes deputados de Irlanda comprovaram que estabelecer um governo centralizado era bem mais difícil que conseguir que os lordes cumprissem seus pactos. A primeira rebelião importante estoirou em Leinster em 1550, quando os Ou'Moore e os Ou'Connor foram expulsos de seus territórios para dar começo à colonização dos condados do Rei e a Rainha, batizados em honra a Maria I de Inglaterra e Felipe II de Espanha e que correspondem aos atuais condados de Laois e Offaly. Durante a década de Anos 1560, a intervenção inglesa na disputa sucessória do clã Ou'Neill desencadeou uma guerra entre o lorde deputado Sussex e Shane Ou'Neill. Os chefes gaélicos continuaram com suas guerras privadas, ignorando ao governo de Dublim e suas leis. Como exemplo, a Batalha de Affane em 1565, entre os Butler de Ormonde e os FitzGerald de Desmond, ou a Batalha de Farsetmore em 1567, entre os Ou'Donnell e os Ou'Neill. Por outro lado, clãs como os Ou'Byrne e os Ou'Tool, prosseguiram seus ataques à Empalizada. Mas os acontecimentos mais violentos tiveram lugar em Munster nas décadas de 1560, 1570 e 1580, quando os Fitzgerald de Desmond encabeçaram várias rebeliões contra o domínio inglês. Após uma campanha particularmente cruel, na que se calcula faleceu em torno de um terço da população, o assassinato do conde de Desmond em 1583 pôs fim à revolta.
As razões desta violência endêmica foram principalmente duas. A primeira, a atitude agressiva e brutal dos administradores e soldados ingleses, que executaram de forma ilegal a nobres e dirigentes nativos ou confiscaram suas terras de forma irregular.
Em segundo lugar, a incompatibilidade entre a sociedade gaélica e a lei inglesa. Segundo os costumes irlandeses, o chefe de clã era elegido de um pequeno grupo de linhagem nobre denominado fine. No entanto, durante o mandato de Henrique VIII, impulsionou-se o sistema hereditário de primogenitura, o que provocou violentas disputas nos clãs irlandeses. Por último, importantes setores da sociedade irlandesa tinham interesses pessoais em eliminar a presença inglesa, que ameaçava sua forma de vida. Destacam entre estes os mercenários (gallowglass) e os poetas irlandeses (file).

## Soluções
Durante os reinados de Maria I e Isabel I, os ingleses trataram por todos os meios de pacificar Irlanda. Um dos primeiros métodos empregados foi o aplicativo de um governo militar; assim, se enviaram tropas a zonas conflitivas como os Montes Wicklow sob o comando de comandantes denominados senescais. Os poderes do senescal eram os conferidos pela lei marcial, o que lhes permitia autorizar execuções sem julgamento com júri. Todos os habitantes da zona governada pelo senescal tinha que contar com algum tipo de reconhecimento por parte do Lord local, e os "homens sem amo" podiam ser assassinados. Desta maneira, esperava-se que os lordes irlandeses controlassem os assaltos realizados por seus próprios seguidores. Na prática, isto simplesmente suscitou o antagonismo dos chefes locais.
O falhanço desta política provocou que os ingleses procurassem soluções em longo prazo para pacificar Irlanda. Uma destas soluções foi a conhecida como Composição, mediante a qual se aboliram os exércitos privados e as províncias ocupadas por tropas inglesas foram postas baixo o comando Presidentes Provinciais. A mudança, concedia-se isenção fiscal às principais famílias, ao mesmo tempo que se lhes reconheciam direitos legais a receber rendas das famílias subordinadas e arrendatários. A imposição deste acordo esteve marcada por uma implacável violência, particularmente em Connacht, onde os MacWilliam Burke que enfrentaram o presidente provincial inglês Richard Bingham, e seu subordinado, Nicholas Malby. A interferência do Lorde Presidente de Munster foi uma das causas principais das Rebeliões de Desmond. Não obstante, este método teve sucesso em outras zonas, como em Thomond, onde recebeu o apoio da dinastia dirigente Ou'Brien.
A segunda solução em longo prazo foi a Colonização, que consistia no estabelecimento de assentamentos ingleses em zonas do país, com o propósito de que os colonizadores se mantivessem leais à coroa e levassem o idioma inglês e a cultura britânica à ilha. As colonizações tinham-se tentado nos anos 1550 nos condados de Laois (conhecido também como "condado da rainha" em honra a Maria I) e Offaly, e novamente em Antrim em 1570, com um sucesso limitado em ambas ocasiões. No entanto, com o acordar das Rebeliões de Desmond, grandes extensões de terra em Munster foram repovoadas com ingleses durante a colonização de dita província. A maior concessão de terras foi entregada a Walter Raleigh, que lhas vendeu a Richard Boyle, quem posteriormente se converteu em Conde de Cork e no súbdito mais poderoso de princípios do período Stuart.
Depois de um período neutro entre 1558 a 1570, o Papa Pio V declarou a Isabel I herege na bula como "Regnans in Excelsis". Isto complicou a atuação inglesa, já que a autoridade da rainha para governar foi negada e os católicos consideravam que seus oficiais estavam a atuar fora da lei. A maioria de irlandeses manteve-se dentro da fé católica e a bula deu aos administradores protestantes uma nova razão para acelerar a conquista. A Segunda rebelião de Desmond entre 1579 e 1583 contou a intervenção de numerosos efetivos enviados pelo papado. Após que se estabelecesse a contrarreforma católica e a inquisição, a religião se converteu num novo indicador de lealdade à administração.
Aliás, a perspectiva de confiscar as terras aumentou ainda mais a indignação dos irlandeses. Não obstante, esta indignação não se limitava aos gaélicos irlandeses: também àqueles que reclamavam ser descendentes dos conquistadores originais baixo o reinado de Henrique II de Inglaterra, agora chamados ingleses velhos, para os distinguir dos muitos administradores, capitães e colonizadores (ingleses novos) que estavam a chegar a Irlanda. Portanto, o compromisso fervente para o catolicismo estava a ganhar influência maioritariamente na comunidade de ingleses velhos.

## Crise
O ponto crucial da conquista isabelina de Irlanda chegou quando as autoridades inglesas tentaram estender sua autoridade sobre o Ulster e sobre Hugo Ou'Neill, o mais poderoso Lord irlandês de sua época. Inicialmente parecia que Ou'Neill apoiou a acção inglesa contra o clã Maguire que tinha governado o Condado de Fermanagh. No entanto, em 1595, Ou'Neill uniu-se aos rebeldes durante a guerra dos nove anos, que se desenvolveu principalmente no Ulster; Ou'Neill não queria chegar a acordos com a autoridade inglesa, sinão elimina-la. Em termos mais amplos, foi parte da Guerra anglo-espanhola que teve lugar  entre 1585 e 1604. Ou'Neill conseguiu a ajuda de vários chefes gaélicos ao longo de Irlanda, ainda que o respaldo mais significativo foi o brindado pelo governo espanhol, cujo rei, Felipe III de Espanha enviou um exército de 4 mil homens que foi derrotado na Batalha de Kinsale em 1601, que marcou o princípio do fim. Após esta derrota, as tropas Ou'Neill foram de derrota em derrota até que, a princípios de 1603 a guerra finalizou, e a autoridade da Coroa foi gradualmente estabelecida em Irlanda. Ou'Neill e seus aliados foram tratados com generosidade, considerando o alcance da rebelião, podendo recuperar seus títulos e propriedades. Anos mais tarde, Ou'Neill e alguns de seus partidários abandonaram Irlanda na «Fuga dos Condes»; o governo inglês, temendo que estivessem a planejar um novo levantamento, proclamou traidor a Ou'Neill e ordenou o confisco de seus territórios no Ulster e iniciando a conhecida como Colonização do Ulster.

## Resultados

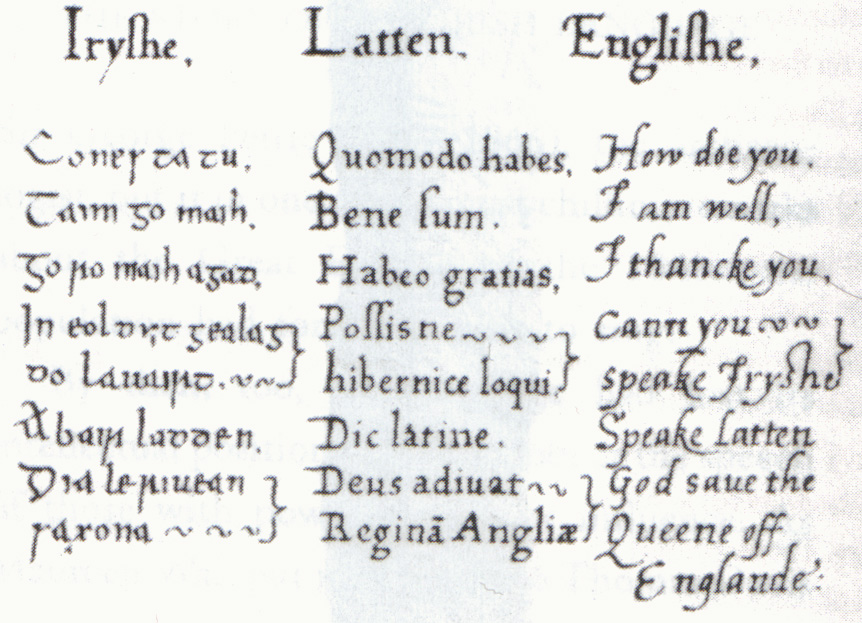
Léxico trilíngue compilado por Sir Christopher Nugent para uso de Isabel I de Inglaterra.

O primeiro e mais importante resultado da conquista foi o desmantelamento da estrutura de clãs e o estabelecimento de um governo central sobre toda a ilha. A cultura irlandesa, as leis e o idioma foram substituídos, e muitos chefes nativos perderam suas terras e seu poder. Milhares de colonos ingleses, escoceses, e galeses foram introduzidos no país, e a administração da justiça foi imposta de acordo com a lei comum inglesa e os estatutos do parlamento irlandês.
Durante o século XVI, as questões religiosas foram ganhando importância. Rebeldes como James Fitzmaurice Fitzgerald e Hugh Ou'Neill pediram e receberam ajuda das potências católicas de Europa, justificando suas ações por motivos religiosos. No entanto, a comunidade da Empalizada e muitos dos lordes irlandeses não os consideraram genuinamente motivados pela religião. A começos do século XVII, o país se polarizou entre católicos e protestantes, especialmente após o assentamento de uma grande população inglesa em Irlanda e de escoceses presbiterianos em Ulster. (Veja-se Colonização do Ulster).
Sob o reinado de Jacobo I, depois da descoberta da Conspiração da pólvora em 1605, proibiu-se aos católicos o exercício de cargos públicos. Assim, os irlandeses gaélicos e os ingleses velhos se definiram assim mesmo como católicos em oposição dos ingleses novos protestantes. No entanto, os nativos irlandeses (tanto gaélicos como ingleses velhos) seguiram sendo os terratenentes maioritários no país até a Rebelião irlandesa de 1641. Depois das Guerras confederadas de Irlanda e a posterior invasão de Cromwell em 1649, os "ingleses novos" protestantes dominaram o país, e após a Revolução Gloriosa de 1688 seus descendentes formaram a conhecida como ascendência.